# Tumulus de Schinkelsknopf
Le tumulus de Schinkelsknopf (en allemand : Das Hügelgrab in Schinkelsknopf) est un tumulus situé à dans la commune belge de Saint-Vith au sud-est de la province de Liège. 
Il est repris sur la liste du patrimoine immobilier classé de Saint-Vith depuis 2007.

## Localisation
Ce tumulus se situe à l'ouest du hameau de Galhausen et à environ 4 km au sud du centre de Saint-Vith. Avec le tumulus de Hochtumsknopf à Burg-Reuland, il fait partie des deux tumuli des Cantons de l'est de Belgique

## Description
La butte est difficilement visible car elle fait partie intégrante d'un espace boisé.